# David Hugh Jones
Pour les articles homonymes, voir David Jones et Jones.
David Hugh Jones, né le 19 février 1934 à Poole, en Grande-Bretagne, et mort le 18 septembre 2008, à Rockport (Maine), aux États-Unis, est un acteur et réalisateur britannique.

## Biographie
Il était marié à l'actrice britannique Sheila Allen.

## Filmographie

### Cinéma
- 1980 : Look Back in Anger
- 1983 : Trahisons conjugales
- 1987 : 84 Charing Cross Road
- 1987 : The Devil's Disciple
- 1989 : Jacknife
- 1993 : The Trial
- 1994 : And Then There Was One
- 1994 : Is There Life Out There?
- 1997 : Time to Say Goodbye?
- 1999 : The Confession (en)

### Télévision
- 1999 : La Nuit des fantômes (téléfilm)